# Илбирс
«Илби́рс» (кирг. «Илбирс» Бишкек футбол клубу) — киргизский футбольный клуб из города Бишкек. Основан в начале 2018 года.
С сезона-2018 впервые в своей истории участвует в Топ-Лиге Кыргызстана — в высшем по уровню футбольном дивизионе страны.
Домашние матчи проводит на небольшом стадионе Федерации футбола Кыргызской Республики (ФФКР) в Бишкеке.

## Тренеры
- Максим Лисицын (2021—2022)
- Мирлан Эшенов (2023 — н. в.)